# Dagashi Kashi
Dagashi Kashi (だがしかし) é um mangá japonês escrito e ilustrado por Kotoyama. Foi originalmente serializado na revista de mangá shōnen da Shogakukan, Weekly Shōnen Sunday, de junho de 2014 a abril de 2018. Foi compilado em onze volumes tankōbon. Uma adaptação em light novel intitulada Dagashi Kashi: Mō Hitotsu no Natsu Yasumi, escrita e ilustrada por Manta Aisora, foi publicada em volume único pela Shogakukan em 18 de dezembro de 2015 com a impressão de Gagaga Bunko.

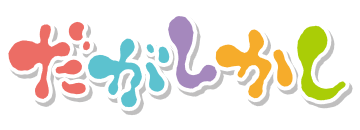
Logo do mangá Dagashi Kashi

Uma adaptação em anime da Feel foi ao ar no Japão entre janeiro e março de 2016. Uma segunda temporada do anime foi ao ar entre janeiro e março de 2018.

## Enredo
Shikada Dagashi, uma loja rural que vende doces e lanches baratos ("dagashi") é administrada pela família Shikada há nove gerações, mas Kokonotsu não quer assumir a loja de seu pai, Yō, com o objetivo de se tornar um mangaká. Um dia, Hotaru Shidare visita a loja esperando recrutar Yō para a empresa de sua família, a fabricante de doces Shidare Corporation, mas Yō se recusa, a menos que Hotaru possa convencer Kokonotsu a assumir Shikada Dagashi.

## Personagens
Hotaru Shidare (枝垂 ほたる, Shidare Hotaru)
Voz de: Ayana Taketatsu (Japonês), Tabitha Ray (Português)
Uma garota excêntrica que é muito apaixonada por doces e lanches. Seu pai é dono de uma famosa empresa de lanches e ela foi à loja Shikada para recrutar Yō como gerente da cadeia de lojas planejada da empresa. Como Yō não vai embora enquanto Kokonotsu não estiver disposto a sucedê-lo como lojista de Shikada, ela rapidamente faz um acordo com ele: convencerá Kokonotsu a assumir a loja em troca de seu emprego. A partir de então, ela tenta convencer Kokonotsu usando muitas maneiras diferentes, como jogos, histórias e enigmas. Ironicamente, ela é péssima em jogos de azar, então ela usa suas outras habilidades para fazer Kokonotsu considerar assumir a loja.
Kokonotsu Shikada (鹿田 ココノツ, Shikada Kokonotsu)
Voz de: Atsushi Abe (Japonês), Todd Haberkorn (Português)
Kokonotsu (também conhecido como Coconuts) e seu pai Yō moram em uma cidade rural, onde administram uma pequena loja de doces. Ele aspira a ser um artista de mangá, uma ambição que o coloca em desacordo com o pai, que quer que ele herde a loja administrada pela família há oito gerações. Ele constantemente se encontra manejando a caixa registradora, na maioria das vezes resultado das trapaças de seu pai. Após a chegada de Hotaru, ele também tem que aturar suas travessuras. Ele é apelidado de Kokonatsu (ココナツ, "Coconuts"). Seu nome é uma pronúncia kun'yomi do numeral japonês 九, Kokonotsu (ここのつ, "Nono"); funciona como um trocadilho, referindo-se a ser a nona geração da família que administrará a loja.
Saya Endō (遠藤 サヤ, Endō Saya)
Voz de: Manami Numakura (Japonês), Sara Ragsdale (Português)
A colega de classe de Kokonotsu e amiga de infância, que dirige um café nas proximidades com seu irmão gêmeo mais velho, Tō. Ela tem uma queda de longa data por Kokonotsu. Alarmada pela presença de Hotaru, ela rapidamente se torna amiga dela, pois seus objetivos estão alinhados: Hotaru deseja que Kokonotsu administre a loja enquanto ela quer que ele continue na cidade. Saya tem um talento oculto de domínio de brinquedos como o que ela fez com ohajiki; a certa altura, ela derrota um Hotaru bem preparado em um jogo de Menko, um evento que leva Hotaru a começar a abordá-la com o sufixo shi (師) ("mestre" na dublagem da Funimation), uma designação antiquada usada pelos discípulos para seus mestres.
Tō Endō (遠藤 豆, Endō Tō)
Voz de: Tatsuhisa Suzuki (Japonês), Justin Pate (Português)
Irmão gêmeo mais velho de Saya e um bom amigo de Kokonotsu. Uma pessoa descontraída que geralmente usa uma camisa havaiana e óculos de sol. Ele e Saya dirigem um café chamado "Cafe Endō". Suas travessuras geralmente ganham a ira de sua irmã gêmea Saya, terminando com um rosto machucado e óculos de sol quebrados.
Yō Shikada (鹿田 ヨウ, Shikada Yō)
Voz de: Keiji Fujiwara (Japonês), Jeremy Inman (Português)
O pai de Kokonotsu, bem como o atual proprietário da loja Shikada. Ele está desesperado para fazer do filho o nono chefe da loja, para que seu legado continue. Ele concorda com a barganha de Hotaru de que, se ela puder convencer seu filho a ser o próximo chefe de sua loja, ele começará a trabalhar na empresa de Hotaru como gerente planejado da cadeia de lojas de dagashi da empresa. Como seu filho, seu nome é uma pronúncia Kun'yomi do numeral japonês 八, Yō (ヨウ, "Oitavo"), e funciona como um trocadilho para sua geração de dono de loja.
Hajime Owari (尾張 ハジメ, Owari Hajime)
Voz de: Chinatsu Akasaki (Japonês), Caitlin Glass (Português)
Uma mulher inteligente que tem dificuldade em manter um emprego devido à sua preguiça e outras peculiaridades de personalidade. Ela acaba trabalhando na Shikada Dagashi em troca de hospedagem e alimentação.
Beniyutaka Shidare (枝垂 紅豊, Shidare Beniyutaka)
Voz de: Tomokazu Sugita (Japonês), Chris Wehkamp (Português)
O irmão mais velho de Hotaru e o gerente da loja de conveniência local que abriu recentemente em frente a Shikada Dagashi. Beni acha as lojas de dagashi muito antiquadas. Ele considera Kokonotsu virtuoso e seu rival, depois de comentar sobre como as lojas não vendem bolos caros, e recomendou a venda de dagashi voltado para crianças e adultos que os comprariam facilmente.

## Mídia

### Mangá
Dagashi Kashi é escrito e ilustrado por Kotoyama. Foi serializado na revista semanal shōnen de Shogakukan, Weekly Shōnen Sunday, de 25 de junho de 2014 a 11 de abril de 2018. A série foi compilada em onze volumes tankōbon.

### Light novel
Uma adaptação em light novel intitulada Dagashi Kashi: Mō Hitotsu no Natsu Yasumi, escrita e ilustrada por Manta Aisora, foi publicada em volume único pela Shogakukan em 18 de dezembro de 2015, sob a marca Gagaga Bunko.

### Animes
Uma adaptação em anime de 12 episódios foi ao ar entre 7 de janeiro e 31 de março de 2016. Foi produzido pela Feel e foi dirigido por Shigehito Takayanagi, que também lidou com a composição da série junto com Yasuko Kamo. Kanetoshi Kamimoto estava encarregado do design dos personagens, e Satoshi Motoyama era o diretor de som da série. O tema de abertura da série é "Checkmate !?" de Michi, e o tema final é "Hey Caloric Queen", de Ayana Taketatsu.
Uma segunda temporada, Dagashi Kashi 2, foi ao ar entre 12 de janeiro de 2018 e 30 de março de 2018 na TBS e foi exibida na Sun TV e na BS-TBS. Para Dagashi Kashi 2, a Tezuka Productions assumiu a produção da série, com a Feel sendo creditada por estabelecer cooperação. Enquanto Motoyama retorna como diretor de som, várias outras funções foram assumidas por novos funcionários: Satoshi Kuwabara dirigiu a temporada, Mayumi Morita lidou com a composição da série, Nana Miura desenhou os personagens e Michiko Yokote escreveu o roteiro. Os dubladores permaneceram os mesmos, com o acréscimo de Chinatsu Akasaki, que dubla o novo personagem Hajime Owari, e Tomokazu Sugita, que dubla Yutaka Beni. O tema de abertura da segunda temporada é "Oh My Sugar Feeling!!" (Oh My シュガーフィーリング!!, Oh My Shugā Fīringu!!), de Taketatsu, e o tema de encerramento é "Okashi na Watashi to Hachimitsu no Kimi" (おかしなわたしとはちみつのきみ, "The Candied Me and the Honeyed You"), por Hachimitsu Rocket. Dagashi Kashi 2 foi ao ar em um horário compartilhado de meia hora, junto com Takunomi., os quais consistem em episódios de quinze minutos. Como sua primeira temporada, Dagashi Kashi 2 durou 12 episódios.

## Recepção
A série foi indicada ao 41.º Prêmio de Mangá Kodansha em 2017, na categoria "melhor mangá shōnen".

### Vendas
Em setembro de 2015, quando a adaptação do anime foi anunciada, os dois volumes de mangá lançados na época haviam vendido 450.000 cópias juntas; quando o quarto volume saiu em dezembro de 2015, as vendas haviam aumentado para um total de 1,2 milhão de cópias. Quando o anime estreou em janeiro de 2016, o mangá tinha 1,6 milhão de cópias impressas, dobrando o número médio de cópias vendidas por volume em comparação com antes do anúncio do anime, para 400.000 cópias por volume. O mangá tinha mais de 3 milhões de cópias impressas em abril de 2018.